# Solenice
Solenice (deutsch Solenitz) ist eine Gemeinde in Tschechien. Sie liegt sechs Kilometer westlich von Krásná Hora nad Vltavou und gehört zum Okres Příbram.

## Geographie

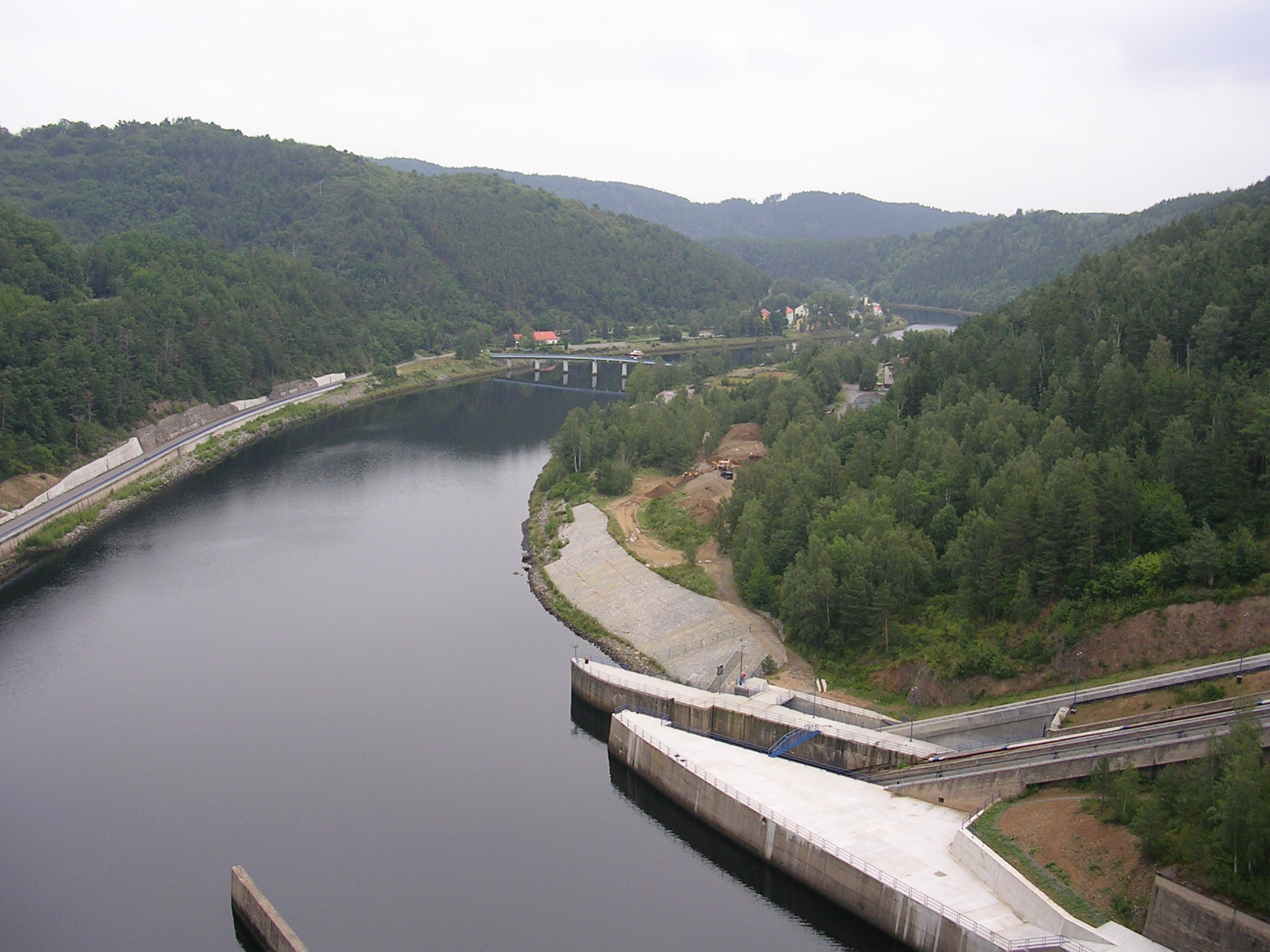
Blick vom Damm der Orlík-Talsperre auf Solenice

Solenice liegt gegenüber einer Flussschleife am linken Ufer der Moldau im Mittelböhmischen Hügelland. Südwestlich von Solenice befindet sich an der Einmündung des Baches Bohostický potok eine fußläufige Brücke über die Moldau, die Zavadilka mit Bučina verbindet. 800 m südwestlich der Fußgängerbrücke liegt die Staumauer der Orlík-Talsperre. Nördlich erheben sich der Bukovec (562 m) und der Na Altánku (516 m), östlich die Varta (393 m), im Süden der Krchov (489 m) und der Na Kopcí (438 m), südwestlich die Bukovice (507 m), im Westen der U Křížku und die Rozvaranka (465 m) sowie die Smolná (454 m) im Nordwesten.
Nachbarorte sind Větrov, Bukovec, U Plavců und Zduchovice im Norden, Kamýk nad Vltavou und Na Pakostě im Nordosten, Žebrákov, Na Rybárně und U Dominíka im Osten, Šefrovná, Struhy, U Ptázků, U Kolnů, Hatě, Podmoky und Milešov im Südosten, Bučina, U Jozávků, Přední Chlum, U Šplíchalů und Zavadilka im Süden, Zalaby im Südwesten, Kolčava und Dolní Líšnice im Westen sowie Pila, Horní Líšnice und Lipiny im Nordwesten.

## Geschichte
Die erste urkundliche Erwähnung von Solenice erfolgte 1142 als Besitz des neu gegründeten Zisterzienserklosters Sedlec. Die Ansiedlung war seit dem Mittelalter ein Umschlagplatz für Salz.
Später erwarb die Familie Lobkowicz das Dorf und schlug es ihrer Herrschaft Hoch-Chlumetz zu.
Im Jahre 1845 bestand das Dorf Sollenitz / Solenice im Berauner Kreis aus 20 Häusern mit 115 Einwohnern. Fünf Häuser des Dorfes sowie das einschichtige Wirtshaus Zavadilka waren zum Gut Rtišovice untertänig. Pfarrort war Tiechnitz (Těchnice). Bis zur Mitte des 19. Jahrhunderts blieb Sollenitz der Fideikommissherrschaft Hoch-Chlumetz mit den Allodialgütern Skregssow, Hoysin und Přičow untertänig. Die Bewohner lebten vor allem von der Flößerei.
Nach der Aufhebung der Patrimonialherrschaften bildete Solenice / Sollenitz ab 1850 einen Ortsteil der Gemeinde Nepřejov im Gerichtsbezirk Příbram. 1868 wurde Solenice dem Bezirk Příbram zugeordnet. Ab 1910 gehörte Solenice als Ortsteil zur Gemeinde Větrov.
1954 begannen südwestlich von Solenice die Vorarbeiten für den Bau der Orlík-Talsperre. Dazu wurde von Tochovice eine Schleppbahn angelegt und eine Siedlung für die Bauarbeiter errichtet. Am 12. Juli 1959 war der feierliche Baubeginn für die 91 m hohe Betonstaumauer zwischen den Hügeln Bukovice und Na Kopcí. 1960 trafen sich Wassersportler zur letzten Bootsfahrt auf der noch ungestauten Moldau, danach wurden am 29. September 1960 die Tore der Talsperre geschlossen. In Solenice entstand eine Wohnsiedlung für die Bewohner der überfluteten Dörfer Zbenické Zlákovice, Orlické Zlákovice und Těchnice sowie für die Beschäftigten des Wasserkraftwerkes Orlík und den Zweigbetrieb von Hamiro Příbram. Im Jahre 1961 wurde der Sitz der Gemeinde Větrov nach Solenice verlegt und die Gemeinde in Solenice umbenannt.
Beim Moldauhochwasser vom August 2002 wurde der maximale Pegel der Orlík-Talsperre um 1,50 m überschritten und die Talsperre lief unkontrolliert über. Dabei wurde Solenice zum Teil überflutet und die Moldaubrücke zerstört. Durch die Starkniederschläge wurden auch die Bäche Bohostický potok und Líšnický potok zu reißenden geröllführenden Strömen.

## Gemeindegliederung
Die Gemeinde Solenice besteht aus den Ortsteilen Dolní Líšnice (Unter Lischnitz), Solenice (Solenitz) und Větrov (Wietrow), sowie den Einschichten Kolčava, Na Podkově und Zavadilka.
Siedlungseinheiten sind Dolní Líšnice I, Dolní Líšnice II, Solenice und Větrov.

## Sehenswürdigkeiten

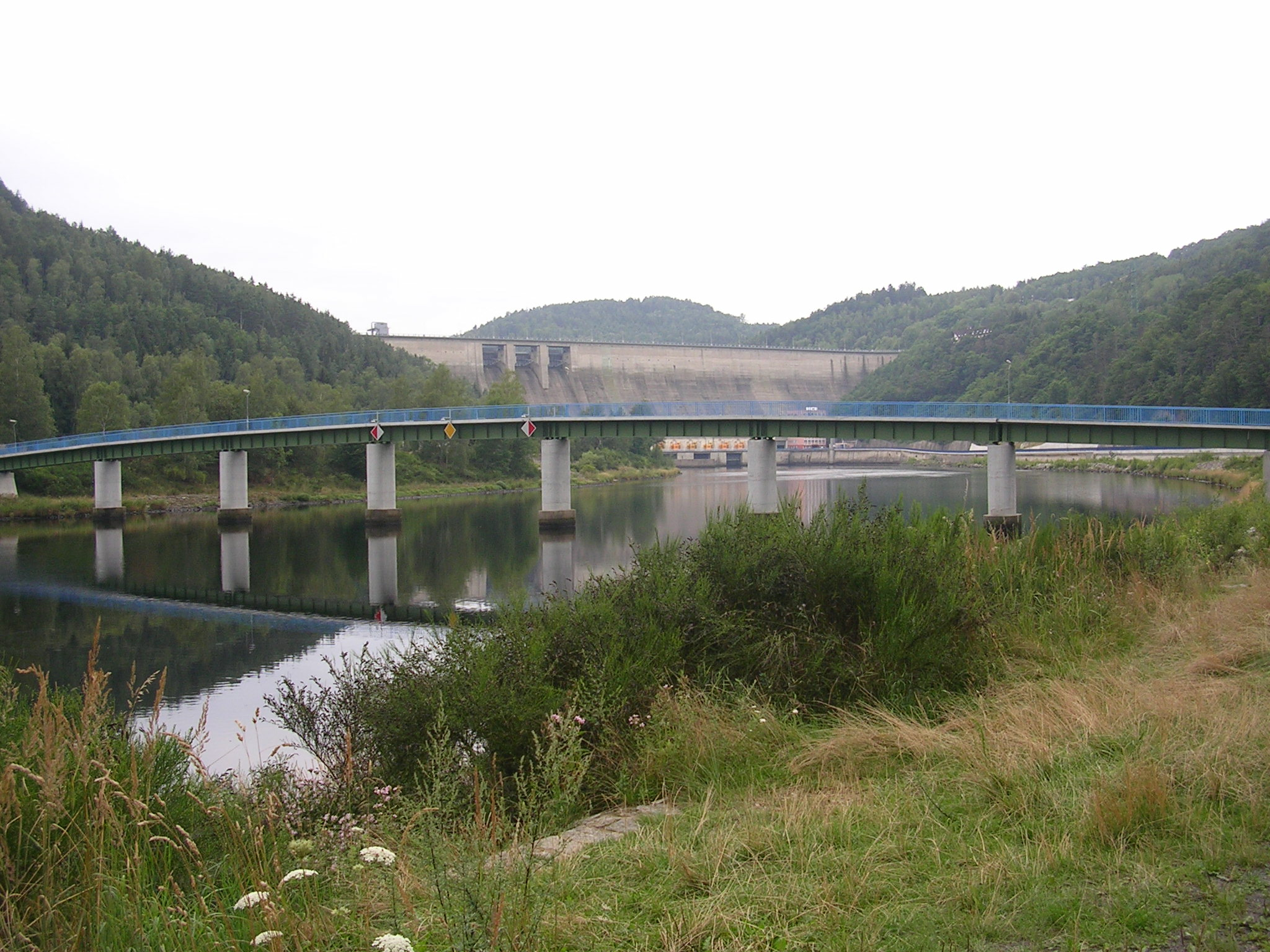
Blick nach Südwesten über die Fußgängerbrücke zum Damm der Orlík-Talsperre

- Flößerschänke Zavadilka, erbaut 1650
- Damm der Orlík-Talsperre